# Murcia latincisa
Murcia latincisa är en kvalsterart som först beskrevs av Ewing 1909.  Murcia latincisa ingår i släktet Murcia och familjen Ceratozetidae.

## Underarter
Arten delas in i följande underarter:
- M. l. latincisa
- M. l. gigantea